# Colotois algiriae
Colotois algiriae är en fjärilsart som beskrevs av Stättermayer 1930. Colotois algiriae ingår i släktet Colotois och familjen mätare. Inga underarter finns listade i Catalogue of Life.